# Todarodes filippovae
Todarodes filippovae är en bläckfiskart som beskrevs av Adam 1975. Todarodes filippovae ingår i släktet Todarodes och familjen Ommastrephidae. Inga underarter finns listade i Catalogue of Life.